# 菲茨西蒙斯山
菲茨西蒙斯山（英語：Mount Fitzsimmons），是南極洲的山峰，位於愛德華七世地，處於傑克林山和夏德勒山之間，屬於洛克菲勒山脈的一部分，在1929年1月27日由美國探險隊發現，現時由南極條約體系管理。